# Thetford (Lincolnshire)
Thetford – osada w Anglii, w hrabstwie Lincolnshire. Leży 59 km na południe od Lincoln i 136 km na północ od Londynu.